# Tiggiano
Tiggiano is een gemeente in de Italiaanse provincie Lecce (regio Apulië) en telt 2890 inwoners (31-12-2004). De oppervlakte bedraagt 7,5 km², de bevolkingsdichtheid is 385 inwoners per km².

## Demografie
Tiggiano telt ongeveer 907 huishoudens. Het aantal inwoners steeg in de periode 1991-2001 met 9,2% volgens cijfers uit de tienjaarlijkse volkstellingen van ISTAT.
| Jaar | Inwoneraantal |
| ---- | ------------- |
| 1991 | 2628          |
| 2001 | 2871          |

## Geografie
De gemeente ligt op ongeveer 128 m boven zeeniveau.
Tiggiano grenst aan de volgende gemeenten: Alessano, Corsano, Tricase.